# هادی تهرانی
هادی تهرانی (زاده ۲ فوریه ۱۹۵۴ در تهران)، معمار و طراح ایرانی-آلمانی و استاد دانشگاه پارس است.

## زندگی‌نامه
هادی تهرانی در سال ۱۹۵۴ در تهران متولد شد و پس از شش سال زندگی در ایران، در سال ۱۹۶۰ به همراه خانواده به آلمان رفت. او تحصیلات مدرسه‌ای خود را در هامبورگ گذراند و از سال ۱۹۷۷ تا ۱۹۸۴به ادامه تحصیل در رشته معماری در دانشگاه صنعتی براونشوایگ پرداخت. پس از فارغ‌التحصیلی او وارد حیطه آموزش شد و از سال ۱۹۸۹ به مدت دو سال در دانشگاه فنی آخن تدریس کرد. او قبل از شروع به عنوان یک معمار حرفه ای فعالیت خود را به عنوان یک طراح مد در شهر کلن آغاز کرد. در سال ۱۹۹۱ همراه با دو تن از معماران خبره آلمانی به نام «ینز بوت» و «کای ریشتر» دفتر معماری BRT را در شهر هامبورگ تأسیس کردند و در سال ۲۰۰۳ شرکتی با نام هادی تهرانی ای جی برای طراحی و ایده‌هایش تأسیس کرد. او از سال ۱۹۹۹ عضو آکادمی هنر هامبورگ (به آلمانی: Freien Akademie der Künste Hamburg) است. هادی تهرانی همچنین شعب دفاتر خود را در مسکو، دبی و ابوظبی اداره می‌کند.

## رویکرد و آثار
هادی تهرانی به منظور کسب موفقیت بیشتر، نه تنها به عنوان معمار بلکه در زمینه طراحی محصول و داخلی نیز فعالیت می‌کند. هدف او در طراحیهایش نه تنها فضای معماری، بلکه فضای متراکم است، تا جایی که تمام جزئیات تجهیزات فضایی به‌طور هماهنگ و قابل درک طراحی شوند. او همچنین در تولید مبلمان تهرانی، پوشش‌های پارچه ای و الگوهایش را به زبان معماری استفاده کرده است.
هادی تهرانی علاوه بر علاقه به طراحی بناها و سازه‌های عظیم، به طراحی وسایل روزمره از جمله میز و صندلی گرفته تا کیف و فنجان و… علاقه زیادی دارد و در این زمینه استعداد فوق‌العاده‌ای دارد. او همه این وسایل را زیر ذره‌بین می‌برد، تمام اشکالات آن‌ها را می‌گیرد و طرح‌هایی نو و بدیع ارایه می‌دهد. او معتقد است (یک معمار خوب باید یک طراح خوب هم باشد) وی با بسیاری از طراحان آلمانی از جمله پروفسور (هانس اولدیش) و مهندس (اولدیش نتر) ارتباط داشته و درصدد است یک شرکت طراحی لوازم اداری به نام)T+B(را تأسیس کرده و تمام لوازم آن را با بالاترین سطح کیفیت طراحی کند. کاتالوگ طراحی‌های او شامل طیفهای گوناگونی از صندلی، صندلی‌های اداری ("نقره ای" / صندلی اینتر ۲۰۰۴)، بوفه، ماژول اداری سیار، چراغ‌ها، اتصالات در و پنجره، مجموعه‌های مختلف فرش، کاغذ دیواری و وسایل بهداشتی و آشپزخانه (+ ARTESIO / Poggenpohl ۲۰۱۰) و یک دوچرخه (دوچرخه الکترونیکی Teherani Hadi، ۲۰۱۱) است. یکی از عوامل کلیدی در موفقیتهای تهرانی، استفاده فراوان از شیشه در ساختمان‌ها و طرح‌های وی است. در اکثر کارهای او از کف تا سقف، شیشه به کار رفته است؛ چرا که او معتقد است سه عامل در ساختمان بسیار مهم است: نور، هوا و چشم‌انداز اتاق. او سعی می‌کند با به‌کار بردن شیشه، ساختمان را از نظر این عوامل در بالاترین سطح استاندارد قرار دهد.
او دربارهٔ فلسفه آثار خود معتقد است: "من مرتباً با چالشی جامع برای عبور از مرزهای طراحی روبرو می‌شدم. معماری شالوده اساسی یک ایده فضایی را فراهم می‌کند. فقط اجرای پیچیده یک ایده طراحی از کوچک‌ترین جزئیات، تا ایجاد فضای هماهنگ با احساسات یا هویت کل شرکت‌ها، می‌تواند وظیفه بزرگ تحقق یک مفهوم جامع طراحی را حل کند. وی همچنین به عنوان داور فستوال بزرگ طراحی آموزشی Design Educates Award آلمان نیز فعالیت داشت.

## آثار
- مهم‌ترین ساختمان‌های طراحی شده توسط تهرانی:
- دفتر مرکزی سوئیس ری آلمان در مونیخ-آنترفوهرینگ
- آسمان خراش Double X در هامبورگ
- برلینر بوگن در Berliner Tor در هامبورگ
- ساختمان اداری داکلند در هامبورگ
- پاساژ اروپا در هامبورگ
- پردیس البرگ، هامبورگ-آلتونا
- ایستگاه راه‌آهن سراسری فرودگاه فرانکفورت
- کران هائوس، مجموعه ای از دو ساختمان اداری و یک ساختمان مسکونی در کلن Rheinauhafen، با ایده از جرثقیل‌های بندری
- دانشگاه زاید در ابوظبی، ۲۰۱۱
- برج‌های رقص در هامبورگ، در سال ۲۰۱۲ به پایان رسید
- لودا آلتامونت در بمبئی، هند

## افتخارات
بسیاری از محصولات و پروژه‌های هادی تهرانی در رقابتهای مهم بین‌المللی نظیر Design AG نامزد شده و جوایز متعددی مانند جایزه FIABCI، جوایز MIPIM ۲۰۰۳، ۲۰۰۷تا ۲۰۰۹، جایزه LEAF، جایزه CityScape و جایزه ARX را دریافت کرده‌اند. طبق مصاحبهٔ عابد ناصری، آقای تهرانی در سال ۲۰۱۹ از دولت آلمان مدال افتخار دریافت نمود که از بالاترین افتخارات آلمان به‌شمار می‌رود.

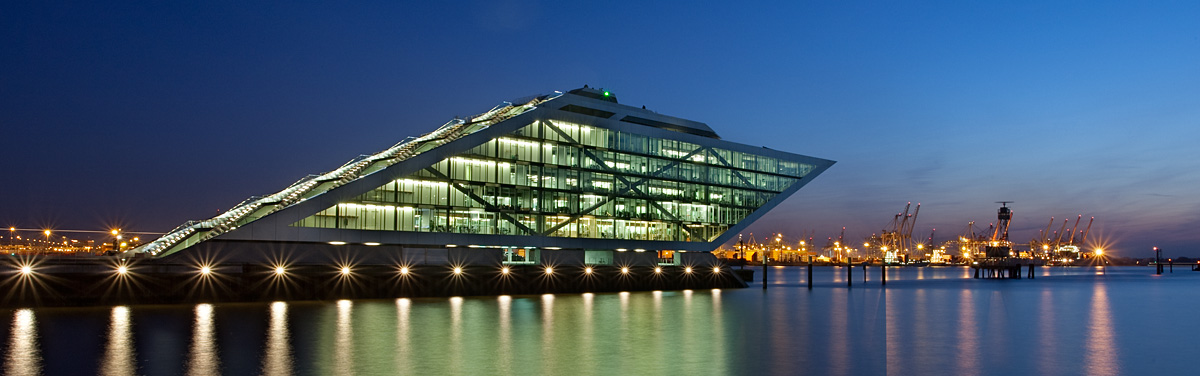
ساختمان دفتر داکلند، هامبورگ

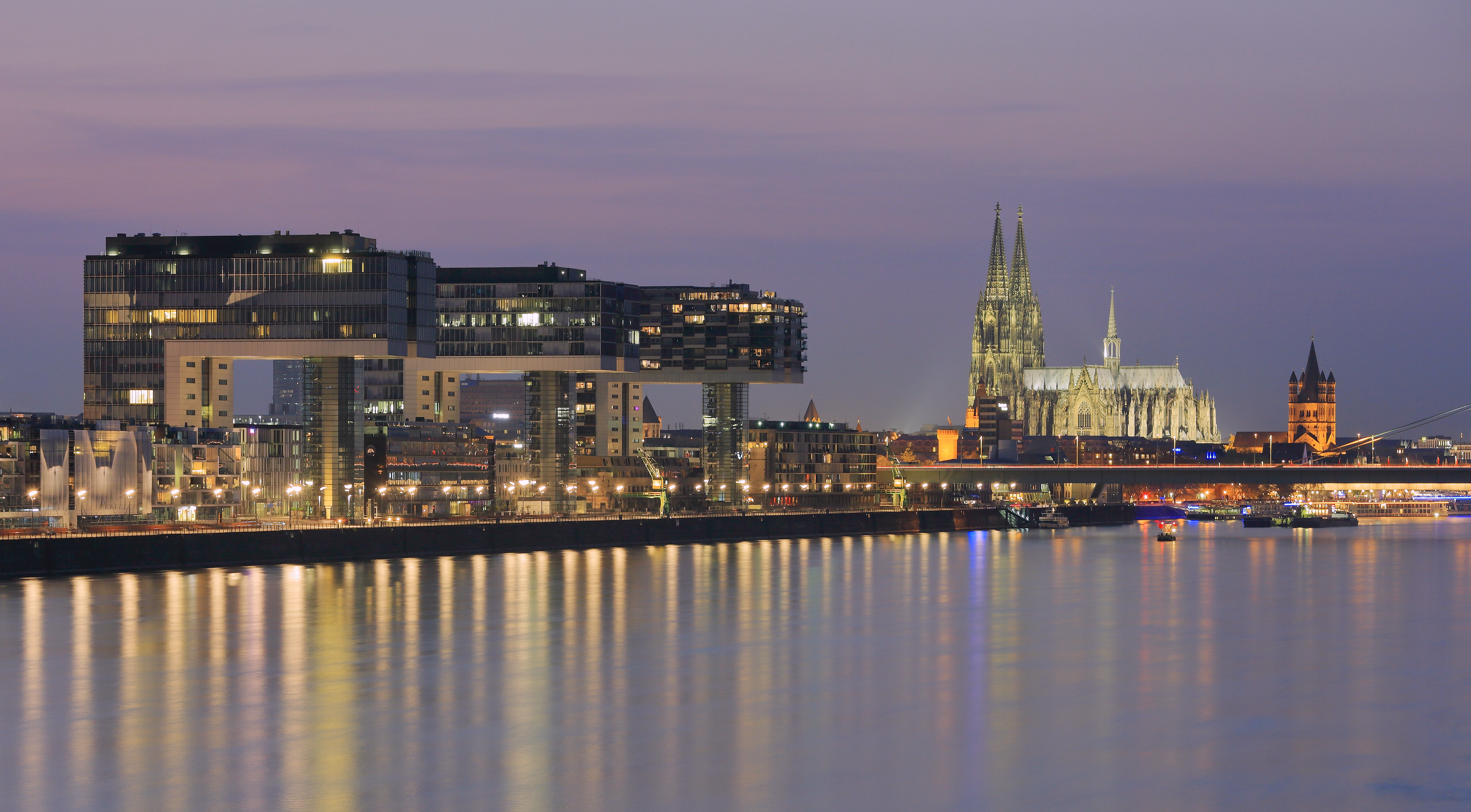
کران‌هوس، کلن